# Mariniane
Egnatia Mariniana (en français Mariniane) est l'épouse du sénateur Valérien, qui devient empereur en 253 avec leur fils Gallien. 

## Biographie
Le nom complet de Gallien est Publius Licinius Egnatius Gallienus, qui reprend le nom de son père (Licinius) puis de sa mère (Egnatius). Fille de Lucius Egnatius Victor, Mariniane appartient donc à la famille des aristocrates italiens des Egnatii. Mariniane ne fut sans doute jamais impératrice, étant déjà décédée à l'avènement de son mari. Celui-ci la fit diviniser (DIVAE MARINIANAE).
Elle est connue par les émissions monétaires qui commémorent sa consécration. 
Auparavant, on avait supposé qu’Egnatius Victor Marinianus, légat d'Arabie Pétrée et de Mésie supérieure, était le père de Mariniana. Plus récemment, cependant, on a postulé qu'elle était la fille de Lucius Egnatius Victor (consul suffect avant 207) et donc la sœur d’Egnatius Victor Marinianus.